# Палячова разбора
Палячовите разбори (Trigonostigma heteromorpha) са вид актиноптери от семейство Шаранови (Cyprinidae).
Те са незастрашен вид.
Таксонът е описан за пръв път от Георг Дункер през 1904 година.